# Augerums församling
Augerums församling var en församling i Lunds stift och Karlskrona kommun. Församlingen uppgick 2002 i Lyckå församling. 
Församlingskyrka var Augerums kyrka. 

## Administrativ historik
Församlingen har medeltida ursprung.
1680 grundades Karlskrona stad och den 10 augusti det året utbröts Karlskrona Storkyrkoförsamling och Karlskrona Tyska församling ur denna församling. Den 1 maj 1888 bröts Tjurkö församling ut och samma datum 1920 även Flymens församling.Före 1 maj 1976 ingick församlingen i Lösens pastorat och därefter till Augerums, Lösen och Flymens pastorat. Församlingen uppgick 2002 i Lyckå församling.
Församlingskod var 108006.

## Befolkningsutveckling
| Befolkningsutvecklingen i Augerums församling 1910–1990      | Befolkningsutvecklingen i Augerums församling 1910–1990 | Befolkningsutvecklingen i Augerums församling 1910–1990 | Befolkningsutvecklingen i Augerums församling 1910–1990 | Befolkningsutvecklingen i Augerums församling 1910–1990 |
| ------------------------------------------------------------ | ------------------------------------------------------- | ------------------------------------------------------- | ------------------------------------------------------- | ------------------------------------------------------- |
|                                                              |                                                         |                                                         |                                                         |                                                         |
| År                                                           |                                                         |                                                         | Folkmängd                                               |                                                         |
| 1910                                                         | 1910                                                    |                                                         | 3 294                                                   |                                                         |
| 1920                                                         | 1920                                                    |                                                         | 4 019                                                   |                                                         |
| 1930                                                         | 1930                                                    |                                                         | 5 228                                                   |                                                         |
| 1940                                                         | 1940                                                    |                                                         | 2 593                                                   |                                                         |
| 1950                                                         | 1950                                                    |                                                         | 2 816                                                   |                                                         |
| 1960                                                         | 1960                                                    |                                                         | 2 631                                                   |                                                         |
| 1970                                                         | 1970                                                    |                                                         | 3 353                                                   |                                                         |
| 1980                                                         | 1980                                                    |                                                         | 5 761                                                   |                                                         |
| 1990                                                         | 1990                                                    |                                                         | 6 678                                                   |                                                         |
| Anm: Källor: Demografiska databasen, CEDAR, Umeå universitet |                                                         |                                                         |                                                         |                                                         |